# 绍兴专区
绍兴专区，中华人民共和国浙江省已撤销的专区，在今浙江省东部。
1949年置，专员公署驻绍兴市。辖绍兴市及绍兴、嵊县、会稽、萧山、新昌、上虞、诸暨7县。1950年，撤销会稽县，并入绍兴县。1952年，撤销绍兴专区，将绍兴市及绍兴、诸暨、萧山3县改由省直辖；上虞、新昌、嵊县3县划归宁波专区。
1964年，复设绍兴专区，专署驻绍兴县。辖原属宁波专区的绍兴、新昌、嵊县、诸暨、上虞5县。1973年，撤销绍兴专区，改置绍兴地区。